# Campionati europei di slittino 1971
I Campionati europei di slittino 1971 sono stati la 18ª edizione della competizione.
Si sono svolti a Imst, in Austria.

## Medagliere
| Pos.   | Nazione      | Oro | Argento | Bronzo | Totale |
| ------ | ------------ | --- | ------- | ------ | ------ |
| 1      | Italia       | 2   | 0       | 0      | 2      |
| 2      | Germania Est | 1   | 2       | 0      | 3      |
| 3      | Austria      | 0   | 1       | 1      | 2      |
| 4      | Polonia      | 0   | 0       | 2      | 2      |
| Totale | Totale       | 3   | 3       | 3      | 9      |

## Podi
| Evento            | Oro                              | Argento                    | Bronzo                         |
| Singolo Maschile  | Horst Hörnlein                   | Wolfgang Scheidel          | Manfred Schmid                 |
| Singolo Femminile | Erika Lechner                    | Angela Knösel              | Barbara Piecha                 |
| Doppio            | Paul Hildgartner Walter Plaikner | Manfred Schmid Ewald Walch | Tadeusz Radwan Janusz Krawczyk |